# Hariyon
Hariyon – gaun wikas samiti w środkowej części Nepalu  w strefie Dźanakpur w dystrykcie Sarlahi. Według nepalskiego spisu powszechnego z 2001 roku liczył on 3127 gospodarstw domowych i 17026 mieszkańców (8320 kobiet i 8706 mężczyzn).